# Matt Beukeboom
Pas d'image ? Cliquez ici

a Compétitions nationales et continentales officielles uniquement.

b Matchs officiels uniquement.
Dernière mise à jour le 30 mai 2025.
Matt Beukeboom, né le 3 avril 1997 à Bobcaygeon dans l'Ontario (Canada), est un joueur international canadien de rugby à XV évoluant aux postes de deuxième ligne ou de troisième ligne aile au Soyaux Angoulême XV.
Son frère Brett Beukeboom (en) est également international canadien, tout comme sa cousine, Tyson Beukeboom, internationale canadienne de rugby à XV.

## Biographie

### Famille
Matt Beukeboom a un frère Brett (en) qui pratique le rugby à XV et est international canadien, ainsi qu'une cousine, Tyson, qui joue avec l'équipe du Canada.

### Jeunesse et formation
Matt Beukeboom évolue lors de la saison 2015-2016 avec l'université Queen's à Kingston au Canada.
En juillet 2016, il rejoint le centre de formation de la Section paloise.

### En club
Matt Beukeboom s'engage en mai 2019 pour deux saisons avec l'US Montauban. Il commence la saison 2020-2021 de Pro D2 face au Biarritz olympique en tant que titulaire pour une victoire des siens 33 à 30. En janvier 2021, il est mis à pied par son club en raison d'un mauvais comportement lors d'une soirée de fin d'année organisée par le club. En deux saisons, il aura disputé 19 matchs avec l'US Montauban.
En juin 2021, il s'engage pour une saison avec l'US bressane qui retrouve la Pro D2 pour la saison 2021-2022. En une saison, il dispute 10 matchs et inscrit 1 essai.
En juin 2022, il s'engage avec le Soyaux Angoulême XV en Pro D2. Durant la saison 2022-2023, il dispute 19 matchs de Pro D2. Il manque le début de la saison 2023-2024 en raison d'une blessure. Il fait son retour à la compétition le 19 octobre 2023 lors de la 8e journée de Pro D2 face à Colomiers rugby où il reçoit un carton rouge à la 22e minute pour un plaquage haut.

### En équipe nationale
Matt Beukeboom est international canadien.
En 2017, il participe à la Coupe du monde des moins de 20 ans.
Il fait ses débuts avec la sélection canadienne face au Chili en 2017 lors de l'Americas Rugby Championship.